# ضربة معلم (فلم)
ضربة معلم فيلم مصري من بطولة نور الشريف وليلى علوي وشريف منير وكمال الشناوي وصلاح قابيل وتأليف بشير الديك وإخراج عاطف الطيب. أنتج عام 1987م.

## القصة
يقتل «شريف منير» عشيق أمه فيتدخل والده رجل الأعمال المليونير بنفوذه لإنقاذ ابنه من حبل المشنقة فيحدث الصراع بين رجل الشرطة «نور الشريف» والأب المليونير عن طريق استغلال فساد بعض الأطراف. الفيلم يصنف ضمن سلسلة أفلام الحركة المصرية، ذات الطابع البوليسي.